# 대한민국 형법 제165조
대한민국 형법 제165조는 공용건조물 등에의 방화에 대한 형법각칙의 조문이다.

## 조문
제165조(공용건조물 등에의 방화) 불을 놓아 공용 또는 공익에 공하는 건조물, 기차, 전차, 자동차, 선박, 항공기 또는 광갱을 소훼한 자는 무기 또는 3년 이상의 징역에 처한다.

第165條(公用建造物 等에의 放火)불을 놓아 公用 또는 公益에 供하는 建造物, 汽車, 電車, 自動車, 船舶, 航空機 또는 鑛坑을 燒毁한 者는 無期 또는 3年 以上의 懲役에 處한다.

## 필요적 감면
제165조 공용건조물 등 방화죄의 실행에 이르기 전에(예비, 음모단계) 자수한 때에는 형을감경 또는 면제한다.

## 사례
숭례문 방화의 경우 문화재에 대한 파괴행위, 공격행위이므로 문화재 보호법의 처벌을 맨 처음 받는데 본 법에는 문화재에 대한 방화 행위를 별도로 처벌 규정이 없으며 가중처벌 규정도 마련하지 않고, 형법 제 165조에 의해 처벌한다고 되어 있다

## 같이 보기
- 숭례문 방화 사건
- 부산 미국문화원 방화 사건
- 현주건조물방화치사죄
- 현주건조물방화죄
- 방화죄
- 대한민국 형법 제166조